# ヌルルハク・オリュミ
ヌルルハク・オリュミ（パシュトー語: نورالحق علومی、Noorulhaq Olumi、1941年8月15日 - ）は、アフガニスタンの政治家、軍人。大将。アフガニスタン国民統一党党首。議会議員。

## 経歴
カンダハール市出身。パシュトゥーン人、ドゥッラーニー部族連合、バラクザイ家出身。王族の縁戚。
カーブル・ハビビヤ貴族学校、カーブル士官学校（ハルビ・プハントゥン）を卒業し、陸軍に勤務。小隊長、砲兵中隊長、砲兵大隊参謀長を経て、アメリカの幕僚大学（テキサス州オクラホマ）、ソ連軍参謀本部アカデミーを卒業。
- 1965年 - アフガニスタン人民民主党、パルチャム派
- 1976年～1978年 - A将校課程の講師
- 1979年9月～12月 - ハフィーズッラー・アミーンの命令により逮捕されたが、ソ連軍のアフガン侵攻後に釈放された。
- 1980年 - 第1軍団参謀長
- 1983年7月 - アフガニスタン人民民主党中央委員会委員。バブラク・カールマルの側近となり、軍の「パルチャム化」を推進した。
- 1983年～1990年 - 第2軍団長
- 1986年5月22日 - 国防会議議員を兼任
- 1985年～1990年[要出典] - カンダハール州知事を兼任

1990年末、シャフナワーズ・タナイ国防相の反乱への関与の嫌疑により、ムハンマド・ナジーブッラーにより解任。公職停止の上、軍から追放され、「治療」のためソ連に送られた。
1992年、アフガニスタンに帰国し、シブガトゥッラー・ムジャッディディー大統領の側近となった。
2003年8月、元アフガニスタン人民民主党員と共にアフガニスタン国民統一党を創設した。2005年、アフガニスタン人民議会議員。
2019年アフガニスタン大統領選挙に出馬した。

## パーソナル
カンダハール州の大土地所有者。妻ミール・ワエザは、若い頃、ザーヒル・シャー国王の理髪師を務め、その褒美として、ウルーズガーン州に土地を与えられた。2女を有する。
6人兄弟、8人姉妹。弟のアブドゥルハク・オルーミーは、中将、ナジーブッラー政権崩壊後も軍に勤めたが、1993年春、カブールで殺害された。